# Орион (митология)
Вижте пояснителната страница за други значения на Орион.
Орион (на гръцки: Ὠρίων) в древногръцката митология е мъж с много висок ръст, прочул се като отличен ловец. 

## Произход и раждане
За произхода му има няколко различни версии - че е син на Посейдон и Евриала (Хезиод и Ферекид), че е син на Гея, майката Земя (което едновременно е податка, че е член на автохтонното население на Гърция, но и елемент от легендата за осиновяването му от Хирией), а също и че е син на титана Атлас. При всички случаи, съдбата му е изпълнена с перипетии, а краят му - трагичен. Няма напълно оцелял мит за него. Остатъчните фрагменти от легендата за Орион са записани в няколко източника и отразяват местни истории от няколко региона, което създава поле за спекулации относно предисторията и съдържанието на гръцкия мит.
Според популярния (беотийски) вариант на мита веднъж Хирией - отначало заможен селянин или дребен вожд от Беотия, плодородна област, чиито народ беотийския поет Хезиод описва като земеделци през зимата и моряци през лятото, оказва гостоприемство на трима от Олимпийците. В някои разкази това са Зевс, Хермес и Посейдон, а в други третият бог е Арес. За благодарност те разрешават на домакина да се обърне към тях с някаква своя молба. Хирией е бездетен и ги помолва да го дарят със син, но без да става нужда да се жени/да се жени отново (вероятно с надеждата да му бъде позволено да влезе в любовна връзка с някоя нимфа, която да заплоди). Изпълнението на молбата му става по необичаен и (според легендата) чудотворен начин - боговете му нареждат да закопае в земята торба от бича кожа, пълна с урина (тяхната собствена) и да откопае трапа, в края на срока равен на този на човешката бременност. Когато изпълнява докрай тази заръка, Хирией намира доста едро бебе, което нарича Орион (от глагола ουρειν - името се свързва с пикаенето).
Детето расте все повече и повече и е описвано като великан. С негова помощ (вече като мъж) Хирией става много богат и могъщ владетел. Сега вече наистина се залюбва с една нимфа - океанидата Клония - тя му ражда даже двама сина Никтей и Лик, така че за иначе толкова заслужилия (но все пак само осиновен) Орион царството му става тясно и той се вижда принуден да се изсели от Беотия. 

## Приключенията на Орион
В съгласие с предполагаемия си произход от Посейдон, Орион тръгва да странства и се озовава на остров Хиос. Царят му, Енопион (Ойнопион) има дъщеря му на име Меропа и младият ловец се влюбва в нея и я поисква за жена. Като откуп за невестата, владетелят му възлага да прочисти острова от зверове (или от група местни жители или нахлули от другаде пирати, които описва като диваци). Орион се разправя с тези противници, обаче Ойнопион непрекъснато отлага сватбата и така и не му дава момичето, докато не става така, че то се оказва в прегръдките на Орион и без негово съдействие (но според баща му - против волята си). Героят е обвинен, че се е напил и е осквернил девойката и за наказание царят, който се възползва от това, че е заспал, го докарва съвсем до безсъзнание, закарва го на брега на морето и там го натоварва на една лодка и го запраща сред вълните, твърдейки че му е извадил очите. В митологията, това действително е така, но Посейдон, богът-покровител на Орион, не го изоставя, а му дава способността да ходи по водата и той, преминавайки пеш през морето, стига до остров Лемнос, а оттам е пренесен (благодарение на услужливостта на бога-ковач Хефест) до владенията на Хелиос - бог на слънцето, чиито лъчи му възвръщат зрението. Тогава богинята на зората Еос, сестра на Хелиос, се влюбва в Орион, съблазнява го и го отвежда на остров Делос.

## Смъртта на Орион
Делос е обиталище на бог Аполон и негова сестра-близначка, богинята на лова Артемида. Орион, макар и все така любовник на Еос, скоро става част от свитата на богинята-ловджийка и неин съперник и ухажор. От една страна виждаща се склонна да му отстъпи и готова на всичко за да запази девичеството, а от друга - завладяна от ревност по отношение на Аврора и на Опида, една от нейните дружки от Хиперборея, а и по отношение на първенството си в спортните занимания (поводът е мятане на дискове), накрая богинята го убива или помага да бъде убит. Според легендата, тя го застрелва с лък, в някои варианти - когато Орион посяга на Опида, а в други - докато той се бори с един огромен скорпион. Във втория случай, в действителност богинята се опитва да помогне на героя (съзнателно), но по-скоро по внушение на Аполон и повечето несъзнателно улучва не звяра, а човека.
Също със скорпион е свързана гибелта на Орион и според Ератостен В неговия вариант на легендата, Орион заминава за остров Крит и започва да ловува там, заплашвайки да унищожи всички животни на Земята. Разгневената богиня Гея му праща гигантското (или - за назидание - дребно, но не по-малко опасно) членестоного и то го ужилва смъртоносно.
Героят е издигнат на звездното небе, като съзвездие, а заедно с него боговете превръщат в съзвездие и скорпиона.